# قصر رأس التين
قصر رأس التين يعد من أقدم القصور الموجودة في مصر، ويطل على شاطئ البحر الأبيض المتوسط بمدينة الإسكندرية. على مساحة 22 فدان، وقصر رأس التين أحد المعالم التاريخية والأثرية بالإسكندرية، وتعود الأهمية التاريخية لهذا القصر إلى أنه القصر الوحيد الذي شهد وعاصر قيام أسرة محمد علي باشا في مصر والتي استمرت نحو مائة وخمسين عاما، ويعد أكبر قصور الإسكندرية وفيه أدخل التليفون العام 1879م أواخر فترة حكم الخديوي إسماعيل قبل أن تخلعه بريطانيا عن العرش. وهو نفس القصر الذي شهد نهاية حكم الأسرة العلوية في مصر عندما شهد خلع الملك فاروق وشهد رحيله منه الي منفاه بإيطاليا على ظهر اليخت الملكي المحروسة من ميناء رأس التين.

## بناء القصر
بدأ محمد علي في بناء قصر رأس التين عام 1834م ليضمه إلى قصوره بالإضافة إلى القصور الأخرى التي كان يملكها في الإسكندرية مثل قصر المحمودية وقصر إبراهيم باشا وقد استعان في بنائه وإصلاحه فيما بعد بمهندسين أجانب منهم المهندس الفرنسي سيريزى بك، والذي استقدمه محمد علي عام 1828م لإنشاء دار الصناعة والإشراف عليها، وقد عهد إليه بتصميم جناح الحرم في هذا القصر، كما شارك في بنائه مهندسان آخران هما روميو والمسيو (السيد) ليفرويج، وقد تم بناء هذا القصر عام 1845م، وقد استغرق بناؤه أحد عشر عامًا، ولكن أعمال تكميلية وإنشاء أجنحة إضافية ظلت قائمة به إلى عام 1847حيث تم افتتاحه رسميًا.

## التاريخ
أثناء الحملة البريطانية على مصر عام 1882، قام الإنجليز بقصف الإسكندرية أثناء تجديدات الحصون، مدمرين معظم المدينة ومسببين الذعر لسكانها. بعد يومين من القصف، رفعت المدينة أعلامها البيضاء، معلنةً استسلامها للإنجليز، مما أدى فيما بعد إلى اشتعال الثورة العرابية. بدلاً من أن يدافع الخديوي توفيق عن المدينة، استقبل قائد الأسطول البريطاني الأميرال بوشامب سيمور، واضعًا بذلك سلطته تحت تصرف المحتلين. بعدئذ نقل الجنود الإنجليز الخديوي من قصر الرمل إلى قصر رأس التين الذي بقي فيه معظم فترة الحملة.

## الشكل المعماري وسبب التسمية

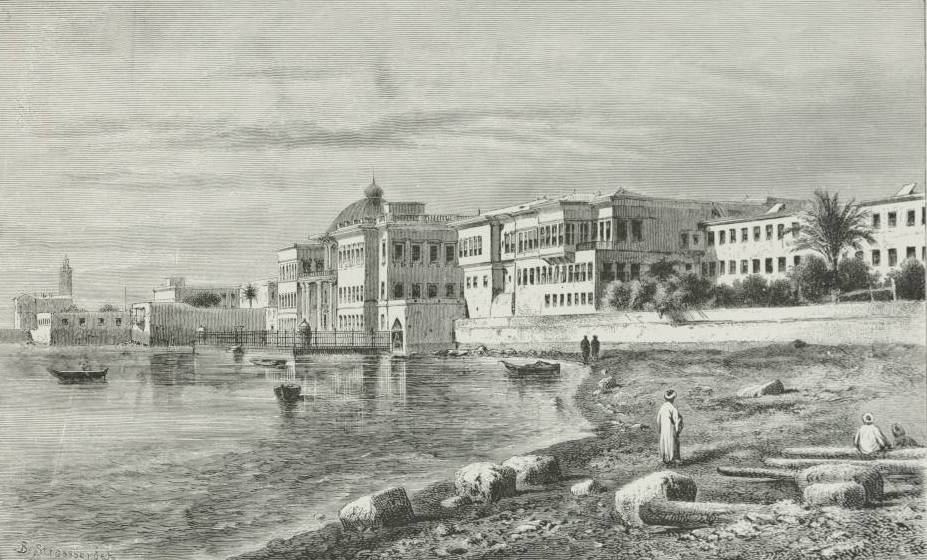
قصر راس التين سنة 1878م

بُني القصر على الطراز الأوروبي الذي كان شائعا في الإسكندرية في ذلك الوقت، نظرا لكثرة الجاليات الأجنبية الموجودة في الإسكندرية في تلك الفترة، وقد استخدم في بناء هذا القصر عمال أجانب ومصريين،
وقد بني القصر في أول الأمر على شكل حصن، وكان في مكانه أشجار التين التي كانت موجودة بوفرة في تلك المنطقة، ولذلك سمي قصر رأس التين وظل قصر رأس التين من أهم القصور الملكية، حيث كان مقرا صيفيًا للحكام على مر العصور ينتقلون إليه كل عام خلال فصل الصيف.

## بقايا القصر القديم
لا يوجد من القصر القديم حاليًا سوى الباب الشرقي الذي أدمج في بناء القصر الجديد، ويتكون من 6 أعمدة جرانيتية تعلوها تيجانًا مصرية تحمل عتبًا به سبعة دوائر على هيئة كرون من النحاس كتب بداخلها بحروف نحاسية آية قرآنية وكلمات مأثورة عن العدل مثل (العدل ميزان الأمن) – (حسن العدل أمن الملوك) – (العدل باب كل خير) – (اعدلوا هو أقرب للتقوى) –، ويكتنف هذا العتب من طرفيه تمثالا أسدين، وتتوسطهما كتلة رخامية بها طيور ودروع نسرين متقابلين، وكتب بوسطها اسم (محمد علي) وتاريخ 1261 وما زال موجود حتي الآن.

## حمام السباحة
وقد كان لهذا القصر حمام سباحة له بهو مغطى بالزجاج، وقد أنشا الملك فاروق حماما بحريًا بدلاً منه على حاجز الأمواج بعد الحرب العالمية الثانية، في مكان كان معدًا ليكون موقعًا للدفاع الجوى عن ميناء الإسكندرية، وقد أوصل هذا العام برصيف طويل بقصر رأس التين، وكان يصل إليه برًا بعربة جيب وكان به استراحة بها غرفة للنوم ومكتب كامل لإعداد الطعام وحجرات مملوءة بأدوات الصيد البحري وقد تسلمتها في السنوات الأخيرة القوات البحرية بعد أن تم سحب جميع متعلقات الملك فاروق وشقيقاته الأميرات السابقات حيث كان هذا المكان المصيف الرئيسي لهن في الإسكندرية.

## قصر رأس التين الحديث
أعيد بناء قصر رأس التين في عصر الملك فؤاد على طراز يتمشى مع روح العصر الحديث على يد المهندس الايطالى فيروتشى والمهندس حسن باشا العدوي (هو أيضاً الذي بنى قصر الحراملك بالمنتزة)، وتكلف وقتها أربعمائة ألف جنيه وأصبح مشابهًا لقصر عابدين ولكنه أصغر منه الدور الأول العلوي وأهم ما يوجد في الدور الأول العلوي بعد الصعود من سلم التشريفات (الصالونان الملحقان) بقاعة العرش، ثم قاعة العرش الفسيحة الفخمة، وكانت تسمى سابقا قاعة الفرمانات، وهي أصغر من مثيلتها بقصر عابدين، والمكتب الخاص، ثم طرقة موصلة إلى قاعة الولائم الرئيسية، ثم حجرة المائدة والقاعة المستديرة المقفلة الأبواب، وهي تضاء صناعيًا ومملؤة بنقوش وحليات موزعة بين أرجائها الفسيحة، وفي جناح الملك فاروق يوجد الحمام الخاص به وهو صورة طبق الأصل من حمام عابدين، وحجرة النوم وحجرة المكتب ثم صالون النظارة ثم الباب السري الموصل لجناح الملكة السابقة، حيث نجد صالون الزينة والمخدع والحمام الخاص وهو يشبه مثيلة في عابدين، ثم بعد ذلك نجد الصالون الكبير الفخم وبه (شرفة كبيرة) تطل على ميناء المحروسة، ثم قاعة الطعام الصغرى.

## الدور الأرضي
أما الدور الأرضي فيوجد به صالون الحرملك ذو الأبهة والعظمة وأجنحة الخدم والحاشية، ثم القاعة المستديرة حيث وقع الملك السابق فاروق وثيقة تنازله عن العرش.

## القبو
أما القبو ففيه أيضا الصالة المستديرة الثالثة التي توصل إلى السلم الموصل إلى مرسى الباخرة المحروسة التي غادر عليها الملك فاروق مصر متجها إلى إيطاليا.

## القطار
إلى جوار القصر من هذه الناحية محطة السكك الحديدية الخاصة التي تصل إلى داخل القصر والتي كانت مخصصة لانتقالات الملك فاروق.